# În compania răzbunării
Blood of Redemption -  În compania răzbunării este un film american polițist thriller de acțiune din 2013 regizat de Giorgio Serafini și Shawn Sourgose. Filmul a fost lansat direct pe DVD și Blu-ray în Statele Unite și Canada la 24 septembrie 2013.  În film interpretează actorii Dolph Lundgren, Billy Zane, Gianni Capaldi, Vinnie Jones și Robert Davi.

## Intrigă
Quinn (Billy Zane) este fiul unui celebru și puternic mafioso. În decursul unei nopți, pierde totul. Trădat de cineva din cercul său interior, Quinn este prins și arestat. Tatăl său (patriarhul imperiului lor criminal) este ucis, iar fratele său bănuiește că el se află în spatele tuturor acestor fapte. Când este eliberat din închisoare, încearcă să scape de demonii din trecutul său, dar acest lucru este o sarcină imposibilă. Campbell (Vinnie Jones) este noul lider nemilos al „Companiei” și nu-l va lăsa pe Quinn să trăiască în pace. Așa că, în loc să scape de ei, Quinn începe să riposteze. Își unește forțele cu fostul său locotenent și prieten, Suedezul (Dolph Lundgren) și se luptă cu inamicii.

## Distribuție
- Dolph Lundgren ca Axel "The Swede"
- Billy Zane - Quinn Forte Grimaldi
- Gianni Capaldi - Kurt Grimaldi
- Vinnie Jones - Campbell
- Robert Davi ca Hayden
- Robert Miano ca Sergio Grimaldi
- Massi Furlan ca Boris
- LaDon Drummond ca Agent West
- Stephanie Rae Anderson - Escort #1
- Manny Ayala - Bum Hitman
- Al Burke - Officer Bauer
- Zoli Dora - Campbell Henchman #2
- Mario E. Garcia - Officer Paul Crain
- Jelly Howie - Loryn
- Clint Glenn Hummel - Private Evans
- Elisabeth Hunter - Officer Smith
- Scott Ly - Lin Chau
- Gus Lynch - Officer Brown
- Marcus Natividad - Asian Assassin
- Brad Nelson - Junkyard
- Tasha Reign - Senator's Escort #1
- Raven Rockette - Lin Chau's Escort
- Gilbert Rosales - Man Outside Bar
- Chuck Saale - LAPD Captain Bruce
- Jenny Shakeshaft - Call Girl
- Rikki Six - Senator's Escort #2
- James Storm - Senator Roswald
- Reena Tolentino - Gorgeous Woman
- Scott Vancea - Quinn
- Franco Vega - Officer Hunter

## Lansare
Entertainment One Films a lansat filmul pe DVD și pe Blu-ray la 24 septembrie 2011 în Statele Unite și Canada.  

## Primire
Nav Qateel de la Influx Magazine a dat filmului un rating C+ și l-a numit „o plăcere vinovată”. Ian Jane de la DVD Talk i-a dat 2/5 stele și a scris că filmul nu reușește să își atingă potențialul său de film B distractiv.  David Johnson de la DVD Verdict a scris: „În timp ce Blood of Redemption nu este jenant de groaznic, lasă mult de dorit ca thriller polițist, încărcat de povestiri neplăcute, acțiune indiferentă și răsuciri ale complotului nesatisfăcătoare. Ca film de acțiune, lasă și mai mult de dorit."